# Панама на Светском првенству у атлетици на отвореном 2019.
Панама је учествовала на 17. Светском првенству у атлетици на отвореном 2019. одржаном у Дохи од 27. септембра до 6. октобра седамнаести пут, односно учествовала је на свим првенствима до данас. Репрезентацију Панаме представљала су 2 такмичара (1 мушкарац и 1 жена) који су се такмичили у 2 дисциплине (1 мушка и 1 женска). ,
На овом првенству Панама није освојила ниједну медаљу, али је остварен један најбољи резултат сезоне.

## Учесници
| Мушкарци : - Алонсо Едвард — 200 м | Жене: - Гиана Вудраф — 400 м препоне |  |

## Резултати

### Мушкарци
| Атлетичар     | Дисциплина | Лични рекорд | Квалификације  | Квалификације  | Полуфинале           | Полуфинале           | Финале               | Финале               | Детаљи |
| Атлетичар     | Дисциплина | Лични рекорд | Резултат       | Место          | Резултат             | Место                | Резултат             | Место                | Детаљи |
| ------------- | ---------- | ------------ | -------------- | -------------- | -------------------- | -------------------- | -------------------- | -------------------- | ------ |
| Алонсо Едвард | 200 м      | 19,81 НР     | Није стартовао | Није стартовао | Није се квалификовао | Није се квалификовао | Није се квалификовао | Није се квалификовао |        |

### Жене
| Атлетичарка  | Дисциплина    | Лични рекорд | Квалификације | Квалификације | Полуфинале | Полуфинале | Финале                | Финале  | Детаљи |
| Атлетичарка  | Дисциплина    | Лични рекорд | Резултат      | Место         | Резултат   | Место      | Резултат              | Место   | Детаљи |
| ------------ | ------------- | ------------ | ------------- | ------------- | ---------- | ---------- | --------------------- | ------- | ------ |
| Гиана Вудраф | 400 м препоне | 55,60 НР     | 56,07 КВ      | 4. у гр 3     | 55,61 ЛРС  | 6. у гр 3  | Није се квалификовала | 19 / 39 |        |